# APB (игра, 1987)
APB («All Points Bulletin») — игра для аркадных автоматов и домашних компьютеров, выпущенная в 1987 году компанией Atari Games. Дизайн и программа разработаны Дэйвом Тойрером. Игровым персонажем является стажёр полиции Боб. В роли Боба, игрок ездит по городу, выписывая протоколы за небольшие нарушения и останавливая более серьёзных нарушителей. Время от времени игрок должен задерживать преступников, о которых передан сигнал всем постам (англ. all points bulletin).
Игра была хорошо принята прессой, высоко оценившей графику и дизайнерское оформление игрового автомата: он напоминал по виду полицейский автомобиль с педалью газа, рулевым колесом и кнопкой сирены, а также мигалкой. В числе недостатков игры отмечалась высокая сложность; разработчики игры позже признали, что длинный цикл разработки привёл к тому, что игровой процесс стал более сложным, чем исходно планировалось.
Адаптации игры были выпущены для различных домашних компьютеров, а также для портативной приставки Atari Lynx. Эмулируемая версия игры также была включена в состав сборников Midway Arcade Treasures 2, Midway Arcade Treasures Deluxe Edition и Midway Arcade Origins.

## Игровой процесс
Цель игры — выполнить или перевыполнить дневной план по выписыванию протоколов и аресту различных типов правонарушителей до истечения лимита времени. В игре используется вид сверху. Игрок управляет патрульной машиной Боба (с номером 54), используя педаль газа и рулевое колесо. За «совершенный день» и каждый арест после выполнения плана начисляются бонусы. Лимит времени можно повысить, собирая пончики. Машину необходимо заправлять, проезжая через АЗС. Проезд через гараж раз в день позволяет улучшить показатели патрульной машины (тормоза, оружие, броня, радар и т.д.).
Поначалу игрок преследует мелких нарушителей (например, бросающих мусор), прижимаясь к ним и нажатием кнопки сирены заставляя их остановиться. Для некоторых нарушителей кнопку сирены нужно нажимать много раз. Конкретные нарушения приязаны к определённым машинам. Исключением является превышение скорости.
Кроме того, игрок должен арестовывать беглых преступников. Начиная с третьего дня, через день, игрок может начать преследование преступника, о котором передан сигнал всем постам. Когда преступник пойман и доставлен в участок, игрок должен «вытрясти» из преступника признание, прежде чем в комнату войдёт начальник (необходимо поочерёдно нажимать кнопки «огонь» и «сирена», пока не заполнится шкала).

## Разработка
Согласно воспоминаниям команды разработчиков, процесс разработки APB был затянутым. В ходе длительной разработки постоянно добавлялись новые элементы игрового процесса, такие как магазины. Разработчики признали, что в результате игра получилась чрезмерно сложной.

## Восприятие
Игра пользовалась средним успехом на рынке, как и большинство игр Atari. Изначальной привлекательности игры способствовали графика высокого разрешения и новаторский дизайн игрового автомата, с мигалкой на крыше. Обозревателями отмечалась возрастающая по ходу игры сложность. Однако хороший приём игре обеспечили «мультяшная» графика и звук, а также юмор. Журналом Your Sinclair она была названа одной из самых весёлых игр года, а в Computer and Video Games игру сочли «крайне весёлой» («hilarious»). Игру также хвалили за особый стиль игрового процесса: журнал The Games Machine назвал её «глотком свежего воздуха», а Crash писал, что игра является свежей и выделяющейся из общей массы.
В ретроспективном обзоре Allgame отмечалось, что игровой процесс выдержал проверку временем, а уникальный дизайн игрового автомата выделял игру в залах. Было также отмечено, что графика игры продолжала впечатлять и спустя 10 лет после выпуска. Кроме того, отмечались глубина игры, кривая сложности и реиграбельность.

## Адаптации
APB была адаптирована на многие домашние компьютеры, включая Atari ST и Amiga. В основном адаптированные версии разрабатывались Tengen и издавались Domark. Версия игры была также выпущена для Atari Lynx.
На приставках GameCube, PlayStation 2 и Xbox игра доступна в составе Midway Arcade Treasures 2, а на PC в составе Midway Arcade Treasures Deluxe Edition. В 2012 году она была включена в состав сборника Midway Arcade Origins.